# Phyllodytes maculosus
Espèce
Statut de conservation UICN

 DD  : Données insuffisantes
Phyllodytes maculosus est une espèce d'amphibiens de la famille des Hylidae.

## Répartition
Cette espèce est endémique du Brésil. Elle se rencontre dans la forêt atlantique dans le nord du Minas Gerais et dans le Sud de Bahia,.

## Publication originale
- Cruz, Feio, & Cardoso, 2007 "2006" : Description of a new species of Phyllodytes Wagler, 1830 (Anura, Hylidae) from the Atlantic Rain Forest of the states of Minas Gerais and Bahia, Brazil. Arquivos do Museu Nacional, Rio de Janeiro, vol. 64, no 4, p. 321-324 (texte intégral).